# Niels Vink
Niels Vink (n. 6 decembrie 2002, Helmond, Brabantul de Nord, Țările de Jos) este un sportiv ce a reprezentat Regatul Țărilor de Jos. A participat la competiții asociate Jocurilor Olimpice în care a câștigat 3 medalii de aur și o medalie de bronz.